# Антоніо Паппано
Антоніо «Тоні» Паппано (англ. Antonio "Tony" Pappano; 30 грудня 1959, Еппінг, Ессекс, Східна Англія, Велика Британія) — британський диригент італійського походження, піаніст та головний диригент Королівського оперного театру з 2002 року та оркестру Національної академії Святої Цецилії в Римі з 2005 року. У 2015 році він отримав Золоту медаль британської Королівської філармонії.

## Життєпис
Антоніо Паппано народився в Еппінзі у Східній Англії в італійській сім'ї, яка емігрувала з Кастельфранко-ін-Міскано, поблизу міста Беневенто в Італії. Батько — Паскуале, хоч і був талановитим тенором і вчителем співу, працював шеф-кухарем ресторану щоб звести кінці з кінцями, мама — Кармела прибирала і шила. Антоніо зростав у лондонському Вестмінстері і ходив до загальної школи в Пімліко. Під впливом свого батька, любителя італійської оперної музики, Антоніо ще хлопчиком у віці шести років почав грати на піаніно. І вже у віці 12 років він був здатний акомпанувати до співу молодим англійським студентам.
У 1973 році, коли Антоніо мав 13 років, сім'я переїхала до штату Коннектикут у США. Незважаючи на те, що він захопився музикою починаючи з віку шести років, Паппано формувався як музикант поза стінами музичних навчальних установ. Він приватно продовжував вчитися грати на фортепіано під керівництвом Норми Веріллі, вивчав композицію з Арнольдом Франчетто і диригування під керівництвом Густава Маєра. Одночасно він підробляв як піаніст, акомпаніатор і органіст.
У 1981 році він почав працювати помічником диригента у Нью-Йоркській опері. У ті ж роки він також працював і в інших місцях, у  Опері Сан-Дієго був навіть суфлером італійської мови для Джоан Сазерленд в опері «Адріана Лекуврер».
У 1992—2002 роках він був генеральним директором Королівського театру Ла Монне у Брюсселі. З 1999 по 2001 рік був помічником Даніеля Баренбойма на Байройтському фестивалі. У 2002 році став також музичним керівником театру Ковент-Гарден. З 2005 року він також є диригентом оркестру Національної академії Святої Цецилії.

## Особисте життя
Антоніо Паппано одружений з Памелою Булок, викладачкою співу.

## Нагороди
- 2 червня 2008 року Антоніо Паппано отримав ступінь командора ордену «За заслуги перед Італійською Республікою».[4]
- 31 грудня 2011 року Антоніо Паппано здобув титул лицаря-бакалавра британської системи нагород і почесних звань.[5]
- 2 травня 2012 року Антоніо Паппано став лицарем ордену «За заслуги перед Італійською Республікою».[4]